# Garaeus fulvata
Garaeus fulvata là một loài bướm đêm trong họ Geometridae.